# Micromyzella davalliae
Micromyzella davalliae är en insektsart som beskrevs av Remaudière, G. 1985. Micromyzella davalliae ingår i släktet Micromyzella och familjen långrörsbladlöss. Inga underarter finns listade i Catalogue of Life.